# Fleischart

Schematische Darstellung der Teile von Rindfleisch

Schematische Darstellung der Teilstücke des Schweinefleischs

Als Fleischart bezeichnet man unterschiedliche Formen von Fleisch als Lebensmittel. Meist nutzt man den Begriff je nach verwendetem Fleischteil. Da es keine allgemein gültige Klassifizierung für Fleisch gibt, wird der Begriff auch synonym für Fleischsorte verwendet, der meist je nach Tierart genutzt wird.
Allgemein werden die Fleischteile in Schaubildern dargestellt, die im Detail je nach Herkunftsland und Epoche sowie in den Bezeichnungen stark voneinander abweichen.
Während einige Begriffe nur bei bestimmten Fleischsorten verwendet werden, gibt es auch allgemeingültige Begriffe für Fleischarten:
- Bauchlappen: Muskelgewebe der Bauchhöhlendecke
- Braten: allgemeiner Begriff für großes Fleischstück, das zum Braten und Schmoren geeignet ist
- Filet: der Große Lendenmuskel
- Keule: Hinterbein von Tieren
- Kotelett: Scheibe des Rippenstücks
- Lachs: Fleischanteil des Rippenstücks ohne Knochen
- Nuss: Teil der Keule
- Rippenstück: Teil des Rückens entlang der Wirbelsäule mit Muskelgewebe
- Schnitzel: Scheibe aus der Keule oder dem Rippenstück
- Steak: Oberbegriff für verschiedene Arten von Fleischscheiben